# Priorij Hertoginnedal

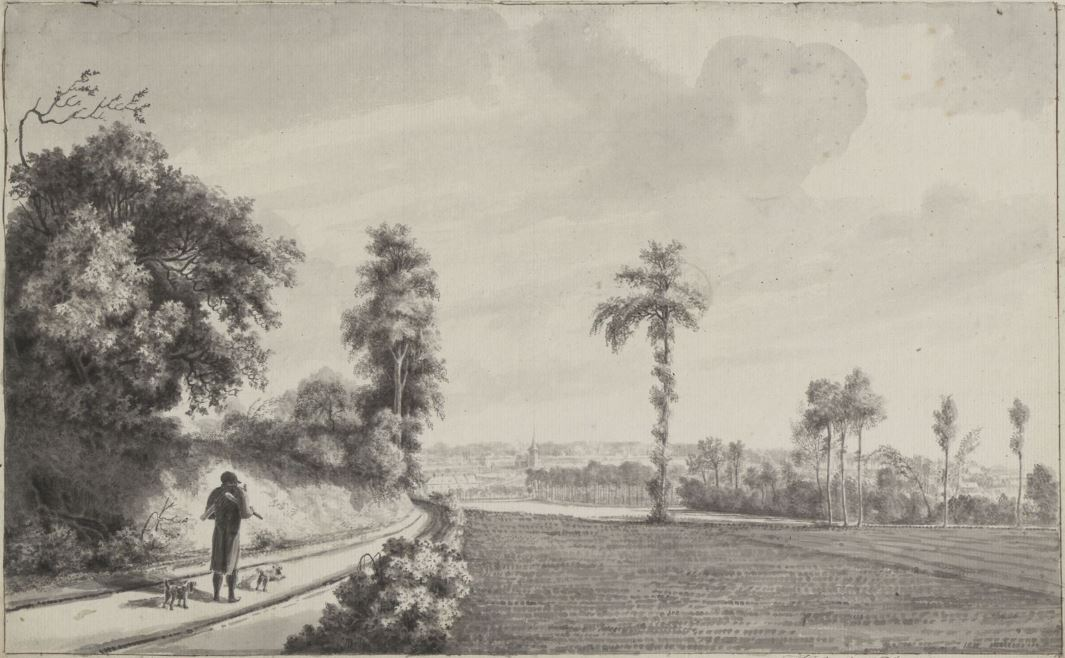
Vijver en priorij (Paul Vitzthumb, 1802)

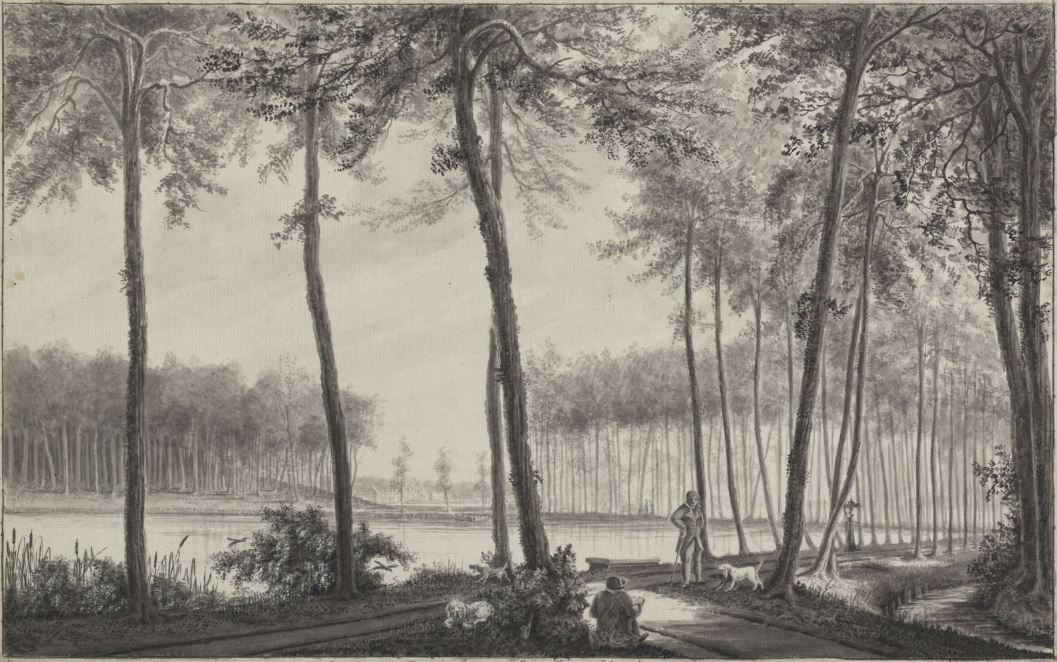
De grote vijver van Hertoginnedal met rechts de Woluwe (Paul Vitzthumb, 1802)

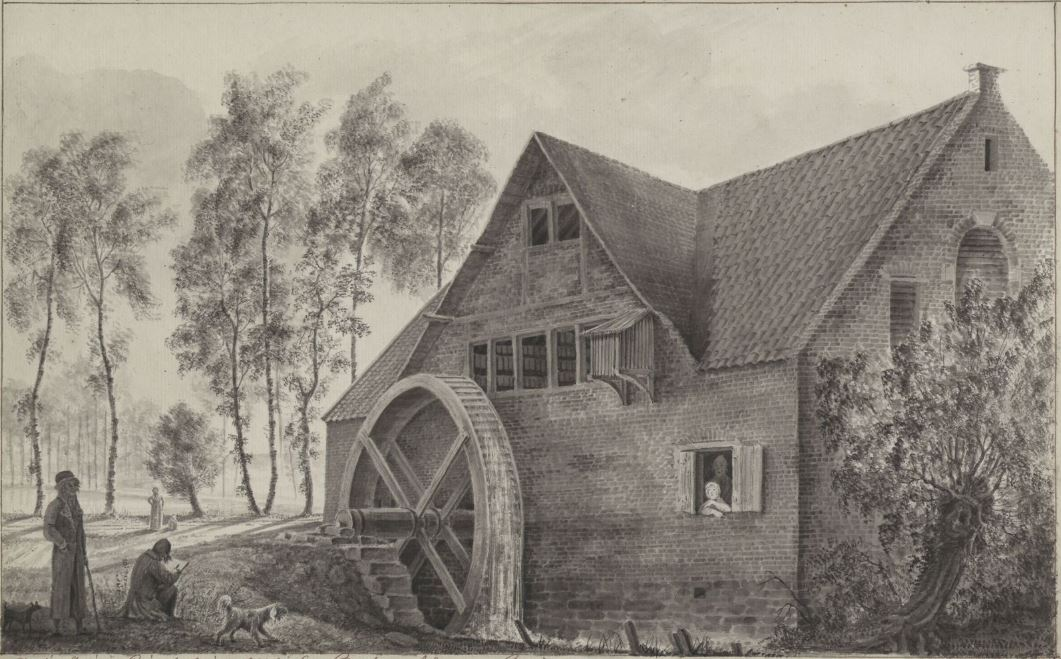
Papiermolen van Hertoginnedal op de weg naar Bosvoorde (Paul Vitzthumb, 1802)

De priorij Hertoginnedal (Frans: Prieuré de Val-Duchesse; Latijn: Prioratus Vallis Ducissae) was een klooster van dominicanessen in de Brusselse Woluwevallei dat bestond van 1262 tot 1796. De priorij, toegewijd aan de Drievuldigheid, herbergde de eerste vrouwengemeenschap van de Nederlanden die de kloosterregels van Dominicus Guzman volgde. Sinds 1930 is het domein, met als voornaamste overblijfsel het voormalige priorinnenkwartier, eigendom van de Koninklijke Schenking. Bij herhaling zijn er discreet politieke conclaven gehouden.

## Geschiedenis
De Brabantse hertogin Aleidis van Bourgondië stichtte de priorij in 1262, in het begin van haar regentschap na de dood van haar echtgenoot Hendrik de Zachtmoedige. De hertogin stond dicht bij de predikheren en correspondeerde waarschijnlijk met hun voorman Thomas van Aquino. Ze vertrouwde de geestelijke leiding over de priorij toe aan de predikheren van Leuven. Hoewel de paus het klooster pas in 1275 incorporeerde in de orde der Dominicanen, was het al in 1266 officieel aanvaard door het generaal kapittel.
Aleidis koos voor de priorij een plek buiten de stadsmuren van Brussel, in de hertogelijke heerlijkheid Oudergem waar de landsheren beschikten over de Sinte Anna Capelle. Heerlijkheid en kapel werden volledig overgedragen aan de witte vrouwen, zoals de dominicanessen gemeenzaam werden genoemd (naar hun witwollen habijt en witte kap). De kloostergebouwen werden opgetrokken op een zacht hellende heuvel. Aan de voet ervan werd een grote vijver aangelegd voor karperkweek. In 1270-71 verkreeg s'-Hertoginnedael het patronaat over de parochies van Orthen, Ekeren en Watermaal, met bijhorende tienden. Aleidis stierf in 1273 en liet haar hart in de priorij begraven. Datzelfde jaar schonk haar zoon, hertog Jan I van Brabant, het klooster 60,5 bunders van het Zoniënwoud en in 1280 vercijnsde hij de zusters een watermolen. Van paus Bonifatius VIII kregen de zusters van Hertoginnedal in 1294 het recht om pastoors te bekleden met het habijt van hun orde. Dit exorbitante privilege zou standhouden tot het Concilie van Trente.
Dankzij de hoge begunstiging bezat de priorij in 1411 land in meer dan 40 gemeenten. De kloostermuur omsloot een domein van 12 hectare. In 1496 telde Hertoginnedal 42 geprofeste zusters, zes conversen, drie biechtvaders en een provoost. Enkel adellijke dames konden er intreden. Vaak dwongen edellieden toegang af voor hun buitenechtelijke dochters, die het soms tot priorin brachten. Na klachten hierover van de zusters bevestigde hertog Filips de Goede in 1444 dat enkel legitieme kinderen er konden intreden. De herhaling door Karel de Stoute toont aan dat de soep in 1467 nog steeds niet zo heet werd gegeten.
De 16e eeuw bracht godsdiensttroebelen. Driehonderd jaar voorspoed werd op 20 februari 1562 abrupt onderbroken door een gewapende overval uitgevoerd door boeren uit de omgeving, die blijkbaar geen al te beste verstandhouding hadden met de jouffrouwen. Terwijl hun poort werd ingebeukt, verschanste het zestigtal zusters zich in de stevige slaapzaal. De overvallers brandschatten de gotische kloosterkerk en staken ze in brand, waarna ook de ziekenzaal, de eetzaal, de keukens en een deel van het klooster aan de vlammen werden prijsgegeven. Volgens Scelliers brachten de zusters het er alleen levend vanaf omdat de overvallers onraad vermoedden en wegtrokken. Een zigeuner, Etienne Jacqué, werd beschuldigd van deelname en op 12 juni levend verbrand op de Grote Markt.
Voor de heropbouw onder priorin Anne Hinckaert konden de zusters rekenen op aanzienlijke steun, maar de pracht van weleer zouden ze niet meer herwinnen. Koning Filips II bekostigde een brandglas met zijn beeltenis (1564) en de abt van Park schonk een werk van meester-glazenier Pieter Boels (1568). Nauwelijks was de heropbouw voltooid (1570), of benden geuzen en vrijbuiters maakten het woud opnieuw onveilig. De zusters verlieten onder de Brusselse republiek het klooster voor hun refugehuis De Fonteyn bij de Kapellekerk, aangekocht in 1543. In hun afwezigheid werd opnieuw grote schade aangericht. De herstellingswerken werden aangevat na de val van het calvinistisch bewind in 1585. Met de opbrengst van een loterij in 1596 konden ze een en ander bekostigen. Ook de nieuwe mode onder welstellenden om enkele weken op bezinning te gaan in het woud, droeg bij tot de financiën. In 1622 kochten de zusters een nieuwe refuge op de Hout Merckt en in 1649-50 lieten ze hun domein omringen door een hoge kloostermuur.
Het 400-jarig jubileum van het klooster werd groots gevierd (1662). Hendrik Scelliers schreef voor de gelegenheid een geschiedenis van Hertoginnedal, die ruim aandacht besteedde aan de overval van 100 jaar eerder.
Bij de opsplitsing van de Dominicaanse provincie Germania Inferior (1680) werd Hertoginnedal logischerwijze ingedeeld bij de Nederlandstalige huizen. Die periode was een tijd van oorlog, waarin de priorij waarschijnlijk niet gespaard bleef van de opeisingen door rondtrekkende legers (Spaanse, Franse en Oostenrijkse). Na de Vrede van Utrecht (1713) braken betere tijden aan. Nieuw aangelegde wegen brachten meer verkeer. Onder zachte dwang droeg Hertoginnedal bij aan de ontwikkeling van de Koninklijke Wijk onder keizer Jozef II, al verhinderden de afdrachten niet de bouw van een priorinnenkwartier in Lodewijk XVI-stijl (1780).
Weinige jaren later kwam het einde van de priorij. Hertoginnedal stond op de eerste lijst van contemplatieve kloosters die in 1783 werden opgeheven. Het liturgisch vaatwerk van de zusters werd aangeslagen, maar ze zetten hun gemeenschapsleven voort in Asse, zij het zonder hun witte ordehabijt. De Brabantse Omwenteling liet hen toe triomfantelijk terug te keren, tot vreugde van de Oudergemse bevolking (1790). Keizer Leopold II bekrachtigde in 1794 zelfs speciaal de terugkeer, maar kort nadien veroverden de Franse revolutionairen België en werden alle kloosters gesloten. De waardevolle objecten van Hertoginnedal werden aangeslagen en verzegeld, de gebouwen en vijvers verkocht en de zusters verjaagd (1796). De kerk en andere gebouwen werden begin 19e eeuw gesloopt, op enkele elementen na. Onder die overblijfselen zijn een stuk kloostermuur, delen van de poort, dienstgebouwen die opgenomen werden in de huidige 'priorij' en een 18e-eeuwse vleugel van het kasteel.

## Priorinnen
- Poncette (1262-1278)
- Aleidis van Bourgondië (1278-1318)
- Jeanne de Grandpret
- Johanna van Durbuy, dochter van Gerard van Luxemburg
- Ivette van Blankenen (1347-1350)
- Beatrijs van Horne (1352-1355)
- N. van Herzele (1355-1366)
- Elisabeth van Wezembeek (1366-1393)
- Elisabeth van Boechout, vernoemd in 1402
- Margaretha Raes, vernoemd in 1411
- Mabelia van Abcoude, overleden in 1418, buitenechtelijke dochter van Zweder van Abcoude
- Mathilde Cruyplants (1418-1430)
- Gertrudis Wytens, overleden in 1436
- Margaretha van Laethem
- Ada van Sompeken (1475-1484)
- Gertrude Vilain, overleden in 1499
- Maria van Assche, overleden in 1504
- Catherina van Nuynhem (1508-1541)
- Margaretha Hinckaert (1541-1551)
- Louiza van der Noot, overleden in 1556
- Anne Hinckaert
- Marguerite Absolons
- Adrienne de Goux de Wedergraet
- Margaretha de Waerseggher (1608-1610)
- Elisabeth van Mechelen (1611-1613)
- Anna de Mol (1614-1616)
- Adrienne de Monte (1617-1619)
- Florentine de Chastillon (1620-1622)
- Adrienne de Monte (1623-1625)
- Elisabeth van Mechelen (1626-1628)
- Johanna van Onchem (1629-1631)
- Anna de Mol (1632-1634)
- Florentine de Chastillon (1635-1637)
- Anna de Mol (1638-1640)
- Adrienne de Monte (1641-1643)
- Maria van Parys (1644-1646), weduwe van Jan Crockaert
- Johanna van Onchem (1647-1649)
- Christine vander Linden (1649-1650)
- Anne de Hertoghe (1650)
- Maria van Parys (1651-1653)
- Johanna van Onchem (1654-1656)
- Catherine du Rapoy (1657-1659)
- Johanna van Onchem (1660-1662)
- Marie-Cécile de Neufforge

## Andere personen
- Petrus Wellens, provinciaal van de Dominicanen, overleden in Hertoginnedal op 15 juni 1469 en er begraven
- Josse Cabilliau
- Jan Nys
- Vincent Hensberg
- Gillis van Swieten
- Hendrik Scelliers, Antwerps dominicaan, biechtvader en historicus van Hertoginnedal